# Giovanni Simeoni

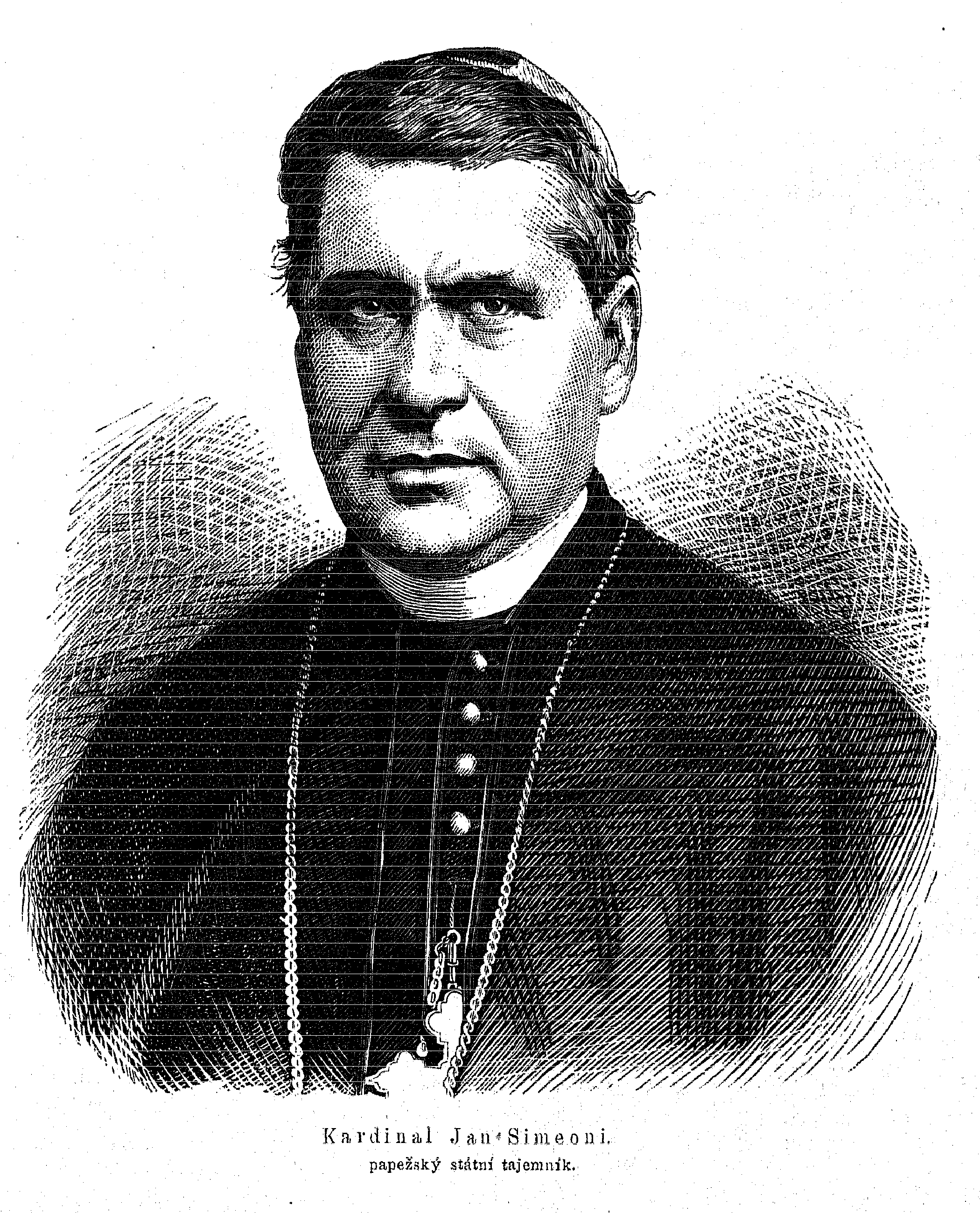
Giovanni Kardinal Simeoni (1878)

Giovanni Simeoni (* 12. Juli 1816 in Paliano im Bistum Palestrina, Italien; † 14. Januar 1892 in Rom) war ein italienischer Geistlicher und Kardinal der Römischen Kirche.

## Leben
Simeoni besuchte zunächst das Priesterseminar von Palestrina, später das Collegio Romano in Rom und studierte Theologie und kanonisches Recht an der Universität La Sapienza in Rom. Seine Studien finanzierte die Adelsfamilie Colonna, für die sein Vater als Majordomus arbeitete.
1839 empfing er die Priesterweihe, 1857 erhielt er den Titel „Hausprälat Seiner Heiligkeit“. Von 1868 bis 1875 war er Sekretär der Kongregation Propaganda Fide.
Am 5. März 1875 ernannte Papst Pius IX. ihn zum Titularerzbischof von Chalcedon und am 16. März 1875 zum Päpstlichen Thronassistenten. Die Bischofsweihe spendete ihm am 4. April desselben Jahres Kardinal Alessandro Franchi; Mitkonsekratoren waren Edward Henry Howard of Norfolk, Weihbischof im Bistum Frascati, und Erzbischof Pietro de Villanova Castellacci, Vizegerent der Stadt Rom. Am selben Tag ernannte der Papst ihn zum Apostolischen Nuntius in Spanien mit den Vollmachten eines Legatus a latere.
Bereits am 15. März 1875 hatte der Papst Giovanni Simeoni im Konsistorium als Kardinalpriester zum Kardinal in pectore kreiert, dies wurde am 17. September 1875 publiziert. Den Kardinalshut und die Titelkirche San Pietro in Vincoli verlieh der Papst ihm am 15. März 1877. Vom 18. Dezember 1876 bis zum Tod Papst Pius’ IX. am 7. Februar 1878 bekleidete Simeoni das Amt des Kardinalstaatssekretärs, zugleich war er Präfekt des apostolischen Palastes und Verwalter der päpstlichen Liegenschaften. Pius IX. benannte Giovanni Simeoni als seinen Testamentsvollstrecker. Kardinal Simeoni nahm am Konklave 1878 teil, das Papst Leo XIII. wählte. Der neue Papst bestätigte ihn als Präfekt des apostolischen Palastes und Verwalter der päpstlichen Liegenschaften. Ab dem 5. März 1878 war Giovanni Kardinal Simeoni Präfekt der Kongregation Propaganda Fide, dieses Amt hatte er bis zu seinem Tod inne. Vom 27. März 1885 bis zum 15. Januar 1886 war er zudem Kämmerer des Heiligen Kardinalskollegiums.
Am 14. Januar 1892 starb Giovanni Simeoni in Rom. Er wurde dort auf dem Campo Verano beigesetzt. Seine beachtliche Kunstsammlung hinterließ er dem Papst.